# Edith Evans
Edith Mary Evans (Pimlico (Londen), 8 februari 1888 – Cranbrook, 14 oktober 1976) was een Engels actrice. Zij werd in zowel 1964 (voor Tom Jones), 1965 (voor The Chalk Garden) als 1968 (voor The Whisperers) genomineerd voor een Academy Award. Zeven andere acteerprijzen werden haar daadwerkelijk toegekend, waaronder een Golden Globe, de Zilveren Beer en een BAFTA Award voor The Whisperers.
Evans debuteerde in 1915 op het witte doek in Honeymoon for Three, maar was toen al drie jaar te zien in toneelstukken. Ze nam in haar carrière 22 films op en was te zien in de theaters van onder meer Broadway en West End in meer dan vijftig verschillende stukken. Zo speelde Evans op de planken in onder meer The Merchant of Venice, A Midsummer Night's Dream, The Importance of Being Earnest, As You Like It, Much Ado About Nothing, Antony and Cleopatra, Romeo and Juliet, The Taming of the Shrew, Twelfth Night en Othello. Voor haar verdiensten werd ze in 1946 benoemd tot Dame Commandeur in de Orde van het Britse Rijk.
Evans trouwde in 1925 met George Booth en bleef samen met hem tot aan zijn dood in 1935.

## Filmografie
*Exclusief drie televisiefilms
| - Nasty Habits (1977) - The Slipper and the Rose: The Story of Cinderella (1976) - Craze (1974) - El caballo torero (1973) - A Doll's House (1973) - Scrooge (1970) - The Madwoman of Chaillot (1969) - Crooks and Coronets (1969) - Prudence and the Pill (1968) - Fitzwilly (1967) - The Whisperers (1967) | - Young Cassidy (1965) - The Chalk Garden (1964) - Tom Jones (1963) - The Nun's Story (1959) - Look Back in Anger (1959) - The Importance of Being Earnest (1952) - The Last Days of Dolwyn (1949) - The Queen of Spades (1949) - East Is East (1916) - A Welsh Singer (1915) - Honeymoon for Three (1915) |

- Biblioteca Nacional de España: XX1610073
- Bibliothèque nationale de France: cb138937385 (data)
- Gemeinsame Normdatei: 123915279
- International Standard Name Identifier: 0000 0001 2138 2472
- Library of Congress Control Number: n50017554
- MusicBrainz: 7b9b0c2e-ccf0-486a-97e9-0a2e7f59dadd
- Nationale Bibliotheek van Tsjechië: pna2008456692
- Nationale bibliotheek van Australië: 36322855
- Nationale Bibliotheek van Israël: 987007463086305171
- Nederlandse Thesaurus van Auteursnamen: 07173886X
- Istituto Centrale per il Catalogo Unico: UBOV710535
- SNAC: w6nk3drj
- Trove: 1246329
- Virtual International Authority File: 69115399
- WorldCat: E39PBJgMB7Jh9JMPHrTwF46HYP